# Underground (película)
Underground (en serbio: Podzemlje, cirílico: Подземље), conocida también con el título Érase una vez un país (en serbio: Била једном једна земља, Bila jednom jedna zemlja), es una película cómica-dramática de 1995 dirigida por Emir Kusturica y escrita por Dušan Kovačević. A través de la historia de dos amigos, interpretados por Miki Manojlović y Lazar Ristovski, retrata y satiriza la historia de Yugoslavia desde la Segunda Guerra Mundial. El largometraje está dividido en tres partes o actos: La Guerra (se refiere a la Segunda Guerra Mundial), La Guerra Fría (el periodo del gobierno de Josip Broz Tito) y La Guerra (las guerras yugoslavas).
La película es una coproducción internacional entre Yugoslavia, Francia, Alemania y Hungría. Se estrenó en mayo de 1995 en el Festival de Cannes, donde fue galardonada con la Palma de Oro.

## Argumento
En Belgrado, Yugoslavia, durante la Segunda Guerra Mundial, un poeta, Marko Dren (Miki Manojlović), esconde a su amigo Petar Popara (Lazar Ristovski) y a su familia en un sótano para evitar que sean capturados por los nazis. Allí ocultos deben fabricar armas para la guerra. Marko los engaña para que sigan fabricando armas 20 años después de la guerra y haciéndoles creer que aún no termina y que sólo han pasado 15 años.
La película está llena de simbolismos y metáforas. Por ejemplo, tras el bombardeo a Belgrado, Blaky se limpia el zapato con un gato; al final, Petar, en la búsqueda de su hijo y tras descubrir que Marko y Natalija (Mirjana Joković) murieron, se apoya en una cruz que tiene a Cristo invertido. Además, en medio del fuego y la destrucción, hay un caballo blanco y un ganso volando.

## Reparto
- Miki Manojlović - Marko Dren.
- Lazar Ristovski - Petar "Crni" Popara.
- Mirjana Joković - Natalija Zovkov.
- Slavko Štimac - Ivan Dren, el hermano tartamudo de Marko.
- Ernst Stötzner - Franz, el oficial de la Wehrmacht en Belgrado.
- Srđan Todorović - Jovan Popara, el hijo de "Crni".
- Mirjana Karanović - Vera, la esposa de "Crni".
- Danilo Stojković - Grandfather, el padre de Marko.
- Bora Todorović - Golub, el líder de la orquesta.
- Davor Dujmović - Bata, el hermano lisiado de Natalija.

## Comentarios
El director se enfrenta con una mirada crítica al pueblo serbio, con la que ganó muchos enemigos. Por ello mismo se fue a vivir a Francia. Habla sobre el régimen yugoslavo del mariscal Tito, quien se mantuvo en el poder desde la Segunda Guerra Mundial hasta su muerte. A pesar de que pueda parecer una película dramática, el director ha plasmado este drama a través de dosis cómicas, que la hacen amena al espectador.

## Claves deUnderground

### El bombardeo al zoo Belgrado
La escena del zoo de Belgrado, tras el Bombardeo de Belgrado por los alemanes, basada en un hecho real, demuestra que los animales sienten el peligro antes de que suceda algo. Emir Kusturica quería tener un león ahí. "Un zoológico sin león no es zoológico." Marko y Crni, ebrios, pasan al frente del zoo y le rugen a los leones. Sin el zoo, Soni no estaría, el elefante no le robaría los zapatos a Crni y el ganso no atacaría al tigre herido.

### Personajes históricos
Marko y Petar son la representación de dos personajes de la vida real: Aleksandar "Leka" Ranković y Sreten Žujović (Cirílico Serbio: Сретен Жујовић), serbios cercanos a Josip Broz Tito, Ranković un manipulador y Žujović un líder partisano durante la ocupación nazi de los Balcanes, posterior Ministro de Finanzas y delegado en la ONU por Yugoslavia; fue apartado del gobierno al posicionarse a favor de Stalin contra el Mariscal Tito, afamado antiestalinista.

### Bombardeos de la OTAN
En el segundo bombardeo, Marko dice: "Si no son los alemanes los que nos bombardean, son los aliados", casi profetizando los bombardeos de la OTAN en 1999.

### Videos de archivo
En la película aparecen videos de la TV yugoslava sobre la llegada de los alemanes, aplaudida en Liubliana y en Zagreb pero no en Belgrado.

### El sótano
El sótano es el mayor símbolo de la película. Representa a la cueva de Platón, donde todos viven una versión deformada de la realidad, la visión de Marko. También representa a la República Federativa Socialista de Yugoslavia de Josip Broz 'Tito': todo tipo de persona, de todas las edades, las religiones están aquí. Y Crni quería probar a Marko que ellos solos podían hacer grandes cosas, y se lo demuestra haciendo el tanque. Tito quería este tanque armado con partes de todas las regiones de su país.

### El simio
Soni, el chimpancé, es el único que está de principio a fin. Él representa sencillez, humildad y estupidez; le enseña a Jovan a comer plátanos sin cáscara, abre la salida del sótano y guía a Ivan al final del laberinto.

### La escena final (Dead is beauty)
El trozo de tierra que se desprende hacia el final del río es símbolo de muchas cosas. Representa el final de un conflicto sin fin; al final de la película, dice: Ova Priča nema KRAJ ("Esta historia no tiene final"), y que la muerte lo hace olvidar todo y los lleva a una nueva etapa para divertirse. Las vacas que salen del río representan a las almas que reencarnan para tener una nueva vida para olvidar y disfrutar. El trozo que se desprende representa a Bosnia-Herzegovina, país de nacimiento de Kusturica, que está separado culturalmente o incomprendido con Europa.

### Traficantes de armas
En una de las últimas escenas, Kusturica aparece comprándole armas y municiones a Marko para Serbia en contra de Bosnia. Esto simboliza a todos aquellos que sacan provecho de las guerras.
Además, alrededor de esta escena se ridiculiza el accionar de la ONU en el conflicto, mostrando cascos azules como jueces mudos al momento del tráfico de armas, siendo tomados prisioneros y superados fácilmente en número por las guerrillas pro-serbias; luego, Crni llama a un casco azul "perro fascista" antes de pegarle en la cabeza, cuando este le reprochara su decisión de masacrar prisioneros musulmanes.

### Discurso final
Al final de la película, Ivan pronuncia las siguientes palabras:
"Construimos nuevas casas, con tejas rojas, donde las cigüeñas construyen sus nidos y con las puertas abiertas a nuestros invitados. Le agradecemos a la tierra que nos alimenta, al sol que nos calienta y a los campos que nos recuerdan los verdes pastos en casa. Así, con dolor, tristeza y alegría, recordamos a nuestro país cuando contamos a nuestros niños historias que comienzan como todas las historias: ‘Érase una vez una tierra...’"

## Premios y candidaturas
| Año  | Premio                         | Categoría                                                            | Resultado |
| ---- | ------------------------------ | -------------------------------------------------------------------- | --------- |
| 1995 | Festival de Cannes             | Palma de Oro                                                         | Ganadora  |
| 1995 | Camerimage                     | Rana de oro                                                          | Candidata |
| 1996 | Prix Lumière                   | Mejor película extranjera                                            | Ganadora  |
| 1996 | César                          | Mejor película extranjera                                            | Candidata |
| 1997 | Cóndor de plata                | Mejor película extranjera                                            | Candidata |
| 1997 | Boston Society of Film Critics | Mejor película en lengua extranjera                                  | Ganadora  |
| 1997 | León checo                     | Mejor película                                                       | Candidata |
| 1997 | Kinema Junpo                   | Mejor director de una película en lengua extranjera (Emir Kusturica) | Ganadora  |
| 1998 | Independent Spirit             | Mejor película extranjera                                            | Candidata |

## Música
- Banda sonora (Underground, 1995, Goran Bregović)

1. Kalashnikov
2. Ausencia (con la participación de Cesária Évora)
3. Mesečina
4. Ya Ya (Rinje, rinje, raja)
5. Cajesukarije Cocek
6. Wedding
7. War
8. Underground
9. Underground Tango
10. The Belly Button of the World
11. Sheva

El álbum contiene composiciones de Bregović que, en su mayoría, sólo están asociadas a la película. Las melodías y canciones principales de la cinta son tres: "Sheva", "Mesečina" y "Stani, Stani, Ibar Vodo". La primera está recortada en el álbum y dura poco más de minuto y cuarto (la versión original es de poco más de cuatro minutos); el autor la sustituye por "Kalashnikov", que es una versión mezclada de la misma "Sheva". La segunda, "Mesečina", está presente sin variaciones, pero la tercera, "Stani Stani Ibar Vodo", no está incluida.